# John Garfield
John Garfield, rodným jménem Jacob Julius Garfinkle (4. března 1913, New York, New York, USA – 21. května 1952, tamtéž) byl americký herec.
Narodil se do židovské rodiny ruským přistěhovalcům a herectví se začal věnovat ve dvacátých letech v divadle. Od konce třicátých let hrál převážně ve filmech; během své kariéry hrál v několika desítkách filmů, jako jsou například Směr Tokio (1943), Pošťák vždy zvoní dvakrát (1946), Džentlemanská dohoda (1947) nebo Těžká léta (1948).
Zemřel v roce 1952 ve svých devětatřiceti letech.